# St.-Magnus-Kirche (Sande)

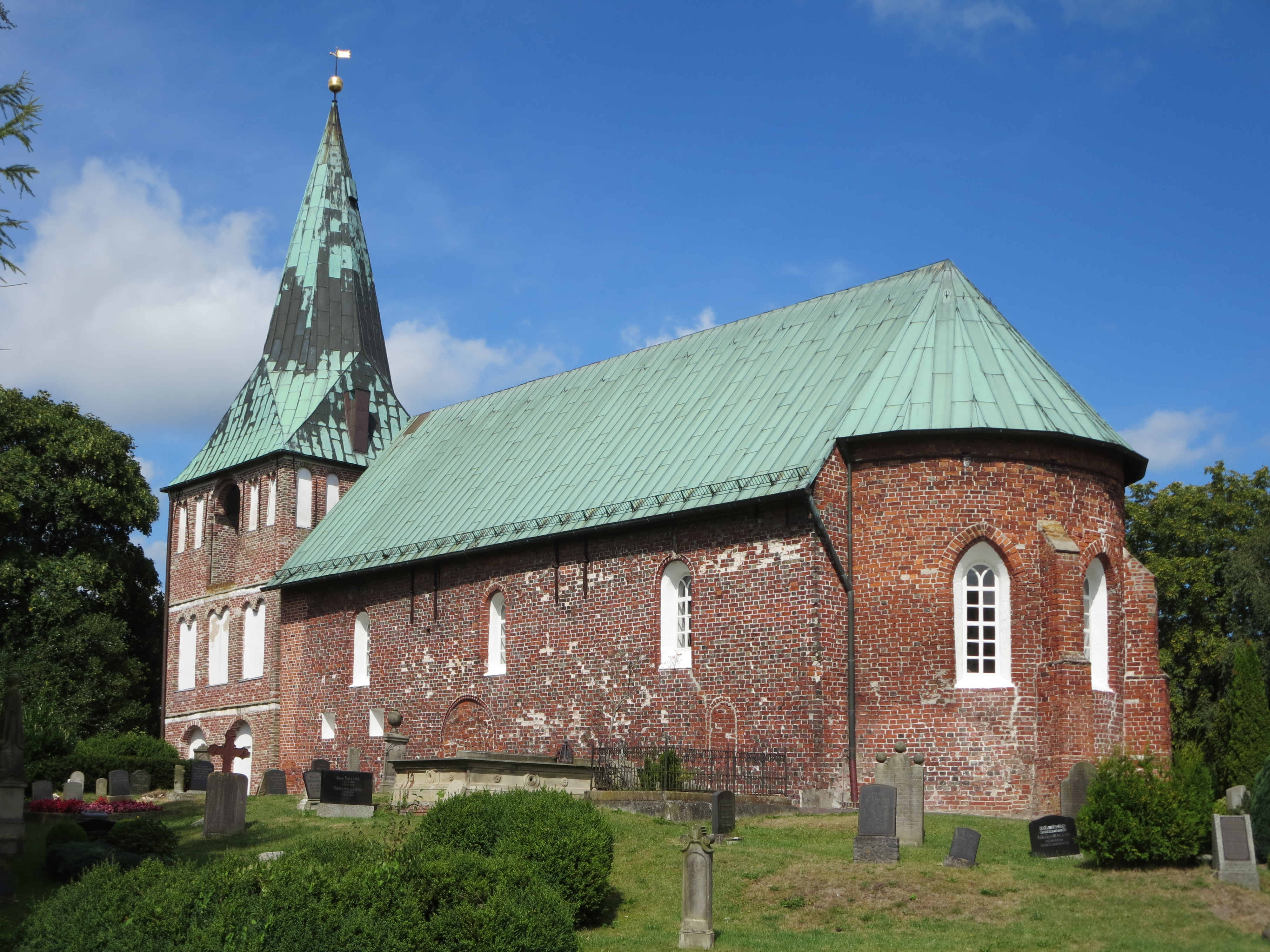
St.-Magnus-Kirche in Sande

Die St.-Magnus-Kirche ist eine evangelisch-lutherische Kirche in der Gemeinde Sande im Landkreis Friesland. Die 1351 auf einer künstlichen Warft gebaute Kirche ist das älteste Gebäude in Sande.

## Lage
Die dem heiligen St. Magnus geweihte Kirche liegt an der Hauptstraße von Sande direkt neben dem neu geschaffenen, zentral gelegenen Marktplatz. Das Kirchengebäude wird vom alten Friedhof umgeben.

## Geschichte
Die heutige St.-Magnus-Kirche hatte zwei Vorgängerbauten. Die erste Kirche wurde um 1176 während der Auseinandersetzungen zwischen den Gauen Rüstringen und Östringen zerstört. Die danach errichtete Kirche soll rund 150 Jahre alt geworden sein und wurde dann so baufällig, dass die heutige Kirche als dritter Kirchbau errichtet wurde.
Der neben der Kirche stehende Glockenturm wurde erst bedeutend später gebaut und wird auf das Ende des 16. Jahrhunderts datiert. Er ist rund 30 Meter hoch und beherbergt drei Bronzeglocken aus den Jahren 1522, 1664 und 1756.
Die Reformation vom katholischen zum evangelisch-lutherischen Glauben verlief in Sande friedlich ab. Ab 1531 wird der erste evangelische Prediger in Sande urkundlich erwähnt.

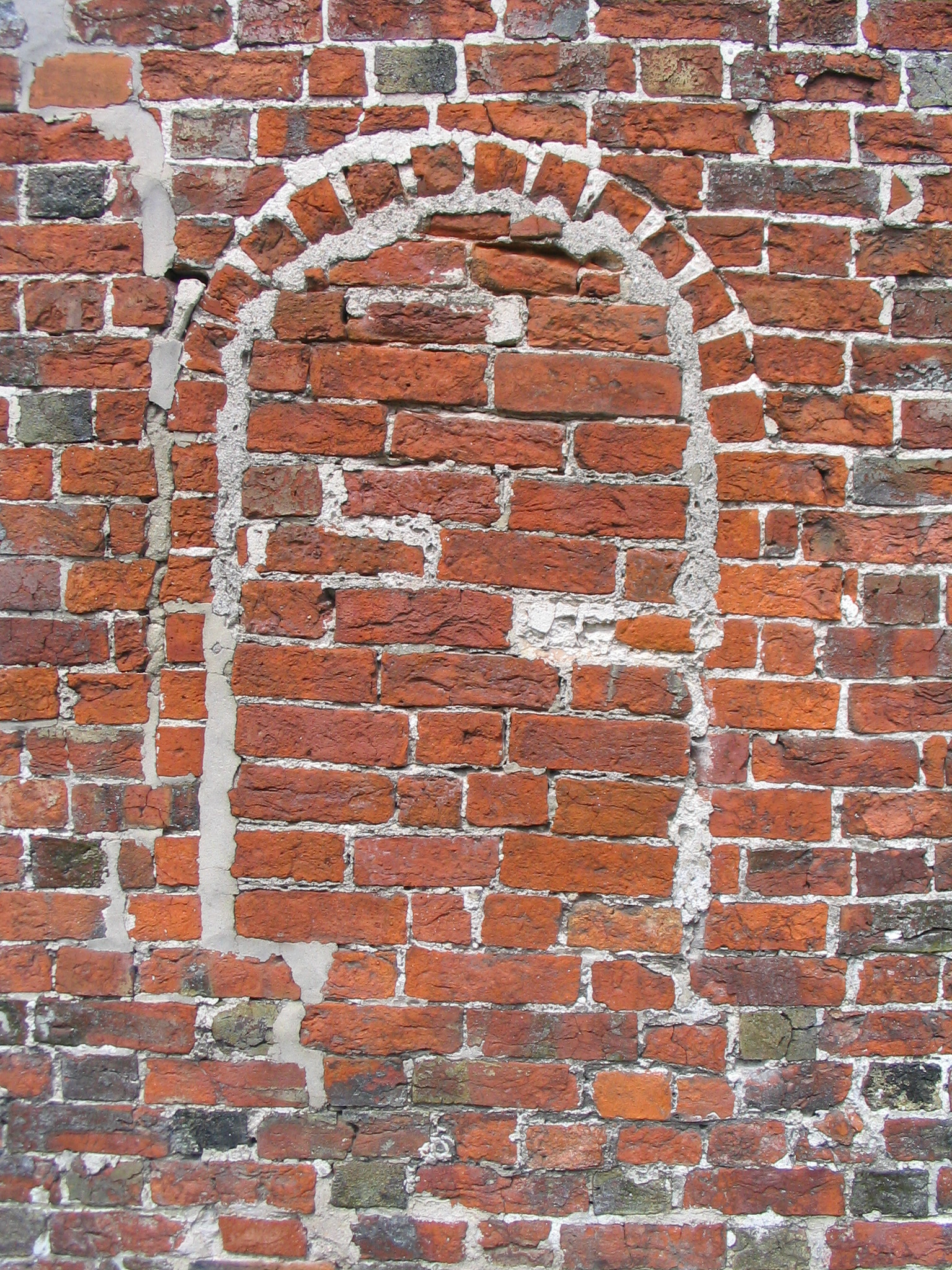
Vermauertes Hagioskop der St.‑Magnus-Kirche

Den Zweiten Weltkrieg überstand die Kirche ohne nennenswerte Schäden. 1991 wurde die Kirche sorgfältig renoviert und im Jahr 2001 konnte man ihren 650. Geburtstag feiern.

## Architektur
Die Sander Kirche wurde als kleine Saalkirche mit einer Apsis errichtet. Die ältesten Teile sind romanischem Ursprungs, das Kirchenschiff ist gotischen Einflüssen zuzurechnen. Am Ostrand der Südwand befindet sich ein heute vermauertes Hagioskop. Die überwiegend barocke Inneneinrichtung stammt aus dem 17. Jahrhundert.

## Glocken
Die drei reich verzierten und beschrifteten historischen Glocken haben wohl wegen ihres Alters die Beschlagnahmen während der beiden Weltkriege überstanden. Die größte Glocke (1) heißt Salvatorglocke.
Hier die Daten im Überblick:
| Glocke | Gießer                                | Gussjahr | Gewicht     | Durchmesser | Schlagton |
| ------ | ------------------------------------- | -------- | ----------- | ----------- | --------- |
| 1      | Johannes von Cappeln                  | 1522     | ca. 1700 kg | 1377 mm     | es'-1     |
| 2      | Ommo Bolinius Fraterma                | 1756     | ca. 1075 kg | 1149 mm     | g'+4      |
| 3      | Claudius Voillo und Gottfried Baulard | 1646     | ca. 0560 kg | 0972 mm     | as'+3     |

## Ausstattung

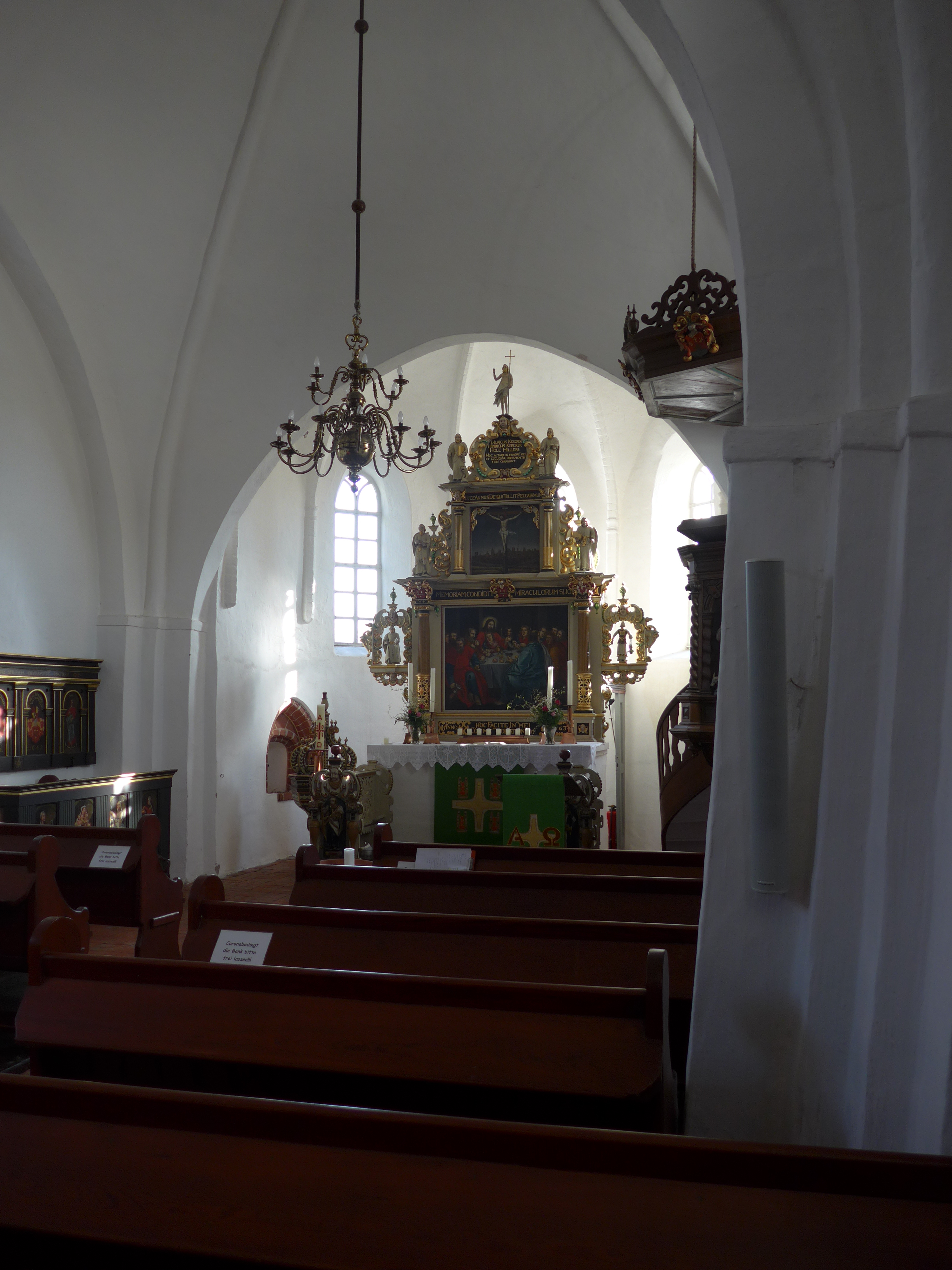
Innenansicht nach Osten

Das 1663 datierte Altarretabel mit seinem Knorpelwerkornament und den Figuren von Moses und Aaron, den vier Evangelisten und dem Auferstandenen in der oberen Zone tischlerte und schnitzte Jacob Cröpelin aus Esens. Eingefügt sind Gemälde des Abendmahls und der Kreuzigung. Die besonders reich geschmückten Abendmahlsbänke sind  zugehörig.

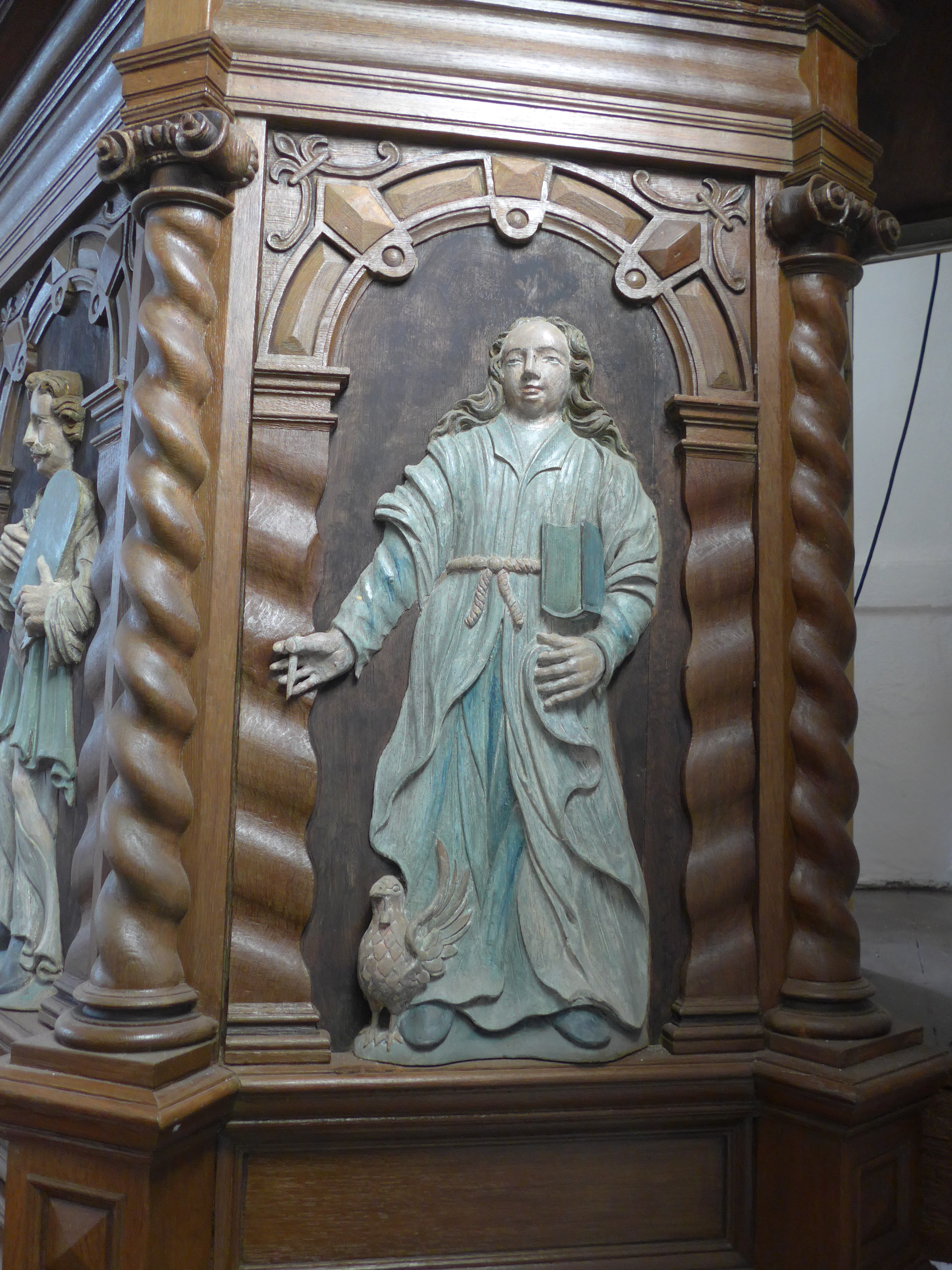
Evangelist Johannes, Kanzelrelief

Die Kanzel von 1674 vom gleichen Bildschnitzer umgeben flache Reliefs der Evangelisten. Sie wurden 1974 neu bemalt. Die zurückhaltende Ornamentik kennzeichnet den sich vom Manierismus abwendenden Stil der späten Münstermann-Nachfolger. An der Kanzelbrüstung erkennt man die Reste einer Sanduhr (zur Begrenzung der Redezeit des Predigers).
Teile von ehemaligen Gestühlen oder Priechen, teils 1645 datiert, sind an den Wänden und der Orgelempore wieder angebracht.
Sie enthalten unter einer Rundbogengliederung gemalte Figuren der Evangelisten, Apostel, Kirchenväter und Tugenden sowie Luther und Melanchton.
Auf dem gemalten Epitaph für den 1625 gestorbenen Pastor Theodor Backhaus ist er mit seiner Familie unter einer Kreuzigung als kniender Stifter dargestellt. Der Rahmen besteht aus ausgesägtem und gemaltem Knorpelwerkornament. - Nach 1680 wurde das Epitaph für Anton Günther Gottfried mit dem Bildnis des Pastors in einem vielleicht von Jacob Cröpelin geschnitzten Rahmen  geschaffen.

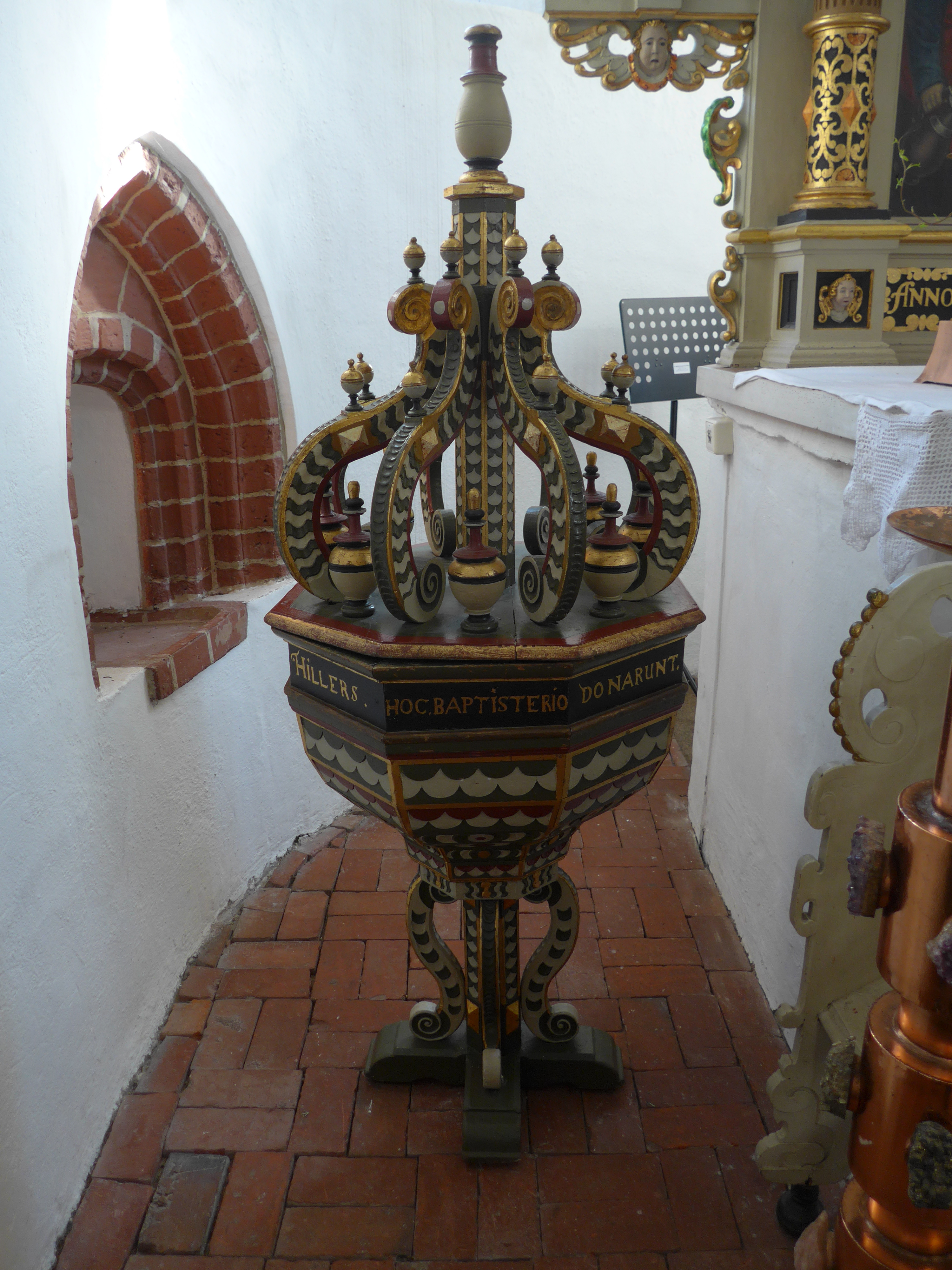
Taufbecken und Piscina

In der Nordwand des Chors ist eine Piscina, ein liturgisches Waschbecken eingelassen.

### Taufbecken
Die hölzerne Fassung des Taufbecken wurde im Jahre 1647 von einem unbekannten dänischen Handwerker geschaffen. Es hat eine achteckige Form und steht auf vier in S-Form geschwungenen Füßen. Im Inneren des Taufbeckens befindet sich eine Kupferschale. Die Haube des Taufbecken wird von acht in S-Form geschwungenen Haltern gehalten, die in der Mitte zu einem Knauf zusammenlaufen. In früheren Zeiten war daran ein Seil befestigt, mit der man die Haube nach oben ziehen konnte. Bedingt durch diese Vorrichtung war das Taufbecken an seinen Standort gebunden. Heute ist der Standort des Taufbeckens in der Apsis frei veränderlich, da es diese Vorrichtung nicht mehr gibt. Das Becken trägt eine Umschrift in lateinischer Sprache:

„Hoc baptesterio donarunt ecclesiam anno 1647 Sophie Kerkers et Elisabeth Hillers.“

### Orgel
Die ursprüngliche Orgel der St. Magnus-Kirche wurde 1688 vermutlich von Joachim Kayser mit sechs Registern gebaut. 1886 ersetzte der Oldenburger Orgelbauer Johann Martin Schmid dieses Werk durch einen Neubau mit neugotischem Prospekt. Schmids Instrument war zweimanualig mit zehn Registern und Pedal, Manual- und Pedalkoppel. 1917 wurden die Prospektpfeifen durch die Firma Schmid entfernt und 1922 durch Prospektpfeifen aus aluminiertem Zink ersetzt. 1959 wurde die Orgel von der Firma Alfred Führer aus dem benachbarten Wilhelmshaven renoviert. Dabei wurde die Disposition auf ihren heutigen Stand verändert.
2012 erfolgte eine weitere Renovierung der Orgel durch die Orgelbaufirma Wurm aus Neustadtgödens. Die dafür notwendigen 20.000 EUR konnten durch verschiedene Spenden aufgebracht werden.
| I Manual C–f3 |       |
| Principal     | 8′    |
| Rohrflöte     | 8′    |
| Oktave        | 4′    |
| Flachflöte    | 2′    |
| Mixtur IV     | 1 ⁄3′ |
| Trompete      | 8′    |

| II Manual C–f3  |    |
| Gedackt         | 8′ |
| Quintade        | 8′ |
| Principal       | 4′ |
| Blockflöte      | 2′ |
| Sesquialtera II |    |

| Pedal C–c1 |     |
| Subbass    | 16′ |
| Oktavbass  | 8′  |
| Flöte      | 4′  |
| Nachthorn  | 2′  |

- Koppeln: II/I, I/P